# واتسه‌کا (ایلینوی)
واتسه‌کا، ایلینوی (به انگلیسی: Watseka, Illinois) یک شهر در ایالات متحده آمریکا با جمعیت ۵٬۳۷۵ نفر است که در ایلی‌نوی واقع شده‌است.

## موقعیت جغرافیایی
موقعیت جغرافیایی شهرها و مناطق اطراف به شرح زیر است: